# WFLV-Futsal-Liga 2009/10
Die WFLV-Futsal-Liga 2009/10 war die fünfte Saison der WFLV-Futsal-Liga, der höchsten Futsalspielklasse der Männer in Nordrhein-Westfalen. Meister wurde der UFC Münster, der sich ebenso wie der Vizemeister Futsal Panthers Köln für den DFB-Futsal-Cup 2010 qualifizierte. Der UFC Münster zog sich freiwillig aus der Liga zurück. Darüber hinaus stiegen Futsalicious Essen, Croatia Düsseldorf und die Futsal Sportfreunde Uni Siegen ab. Aus den zweiten Ligen stieg Futsal Fiesta Brasil auf.

## Tabelle
| Pl.               | Verein                         | Sp. | S | U | N | Tore    | Diff. | Punkte |
| ----------------- | ------------------------------ | --- | - | - | - | ------- | ----- | ------ |
| 1.                | UFC Münster 1 (M)              | 9   | 7 | 1 | 1 | 052:240 | +28   | 22     |
| 2.                | Futsal Panthers Köln           | 9   | 7 | 1 | 1 | 062:200 | +42   | 22     |
| 3.                | MSC Strandkaiser Krefeld       | 9   | 5 | 3 | 1 | 044:240 | +20   | 18     |
| 4.                | Holzpfosten Schwerte           | 9   | 5 | 1 | 3 | 057:510 | +6    | 16     |
| 5.                | Futsal Panthers Köln II        | 9   | 4 | 0 | 5 | 041:470 | −6    | 12     |
| 6.                | Futsal Lions Düsseldorf        | 9   | 4 | 0 | 5 | 047:450 | +2    | 12     |
| 7.                | Futsalicious Essen             | 9   | 3 | 1 | 5 | 035:520 | −17   | 10     |
| 8.                | Germania Mauritz               | 9   | 3 | 0 | 6 | 034:730 | −39   | 09     |
| 9.                | Croatia Düsseldorf             | 9   | 2 | 0 | 7 | 036:550 | −19   | 06     |
| 10.               | Futsal Sportfreunde Uni Siegen | 9   | 1 | 1 | 7 | 032:490 | −17   | 04     |
| Stand: Saisonende |                                |     |   |   |   |         |       |        |

| Zum Saisonende 2009/10: | |
|                         | |
|                         | Meister und Teilnahme am DFB-Futsal-Cup 2010: UFC Münster                                                                   |
|                         | Teilnahme am DFB-Futsal-Cup: Futsal Panthers Köln                                                                           |
|                         | Abstieg in die Ober- bzw. Verbandsliga: Futsalicious Essen, Croatia Düsseldorf, UFC Münster, Futsal Sportfreunde Uni Siegen |
|                         | |
| Zum Saisonende 2008/09: | |
| (M)                     | Titelverteidiger: UFC Münster                                                                                               |